# 上杉憲忠
上杉 憲忠（うえすぎ のりただ）は、室町時代中期の武士・守護大名。山内上杉家9代当主。関東管領。5代鎌倉公方・足利成氏に謀殺されて、享徳の乱のきっかけとなる。

## 生涯
永享5年（1433年）、上杉憲実の長男として誕生。永享11年（1439年）、父・憲実が永享の乱でかつての主君・足利持氏を滅ぼしたことに対しての自責の念にかられて出家したとき、共に出家した。このため山内上杉家が当主不在となったため、家宰・長尾景仲が困り果てて文安3年（1446年）、憲実に復帰を要請した。憲実は次男・房顕のみを京都に出仕させてそれ以外の息子は全て僧侶とするつもりであったため、従兄弟である常陸国の佐竹実定を後継者に指名して文書などを譲り渡した。これに反発した景仲は実定を排除して憲実の長男である龍忠を擁立、やがて元服して憲忠と名乗り山内上杉家の家督を継いだのである。
なお、通説によれば、憲忠は還俗したことになっているが、「龍忠」は法号ではなく、出家しなかった房顕（竜春）も含めた憲実の子に共通する幼名であると考えられるため、実際には出家する前に擁立されたとみられている。また、当時の将軍・足利義政が幼かった事から幕府の意向を受けて後花園天皇から憲忠に対して直接関東管領に任じる綸旨が出された事が『建内記』文安4年7月10日条に記されている。父・憲実の意向に反した行動であったため、憲実から憲忠は義絶されることとなった。文安4年（1447年）11月の憲実の書状に、憲実が憲忠を義絶したと記載されている。
ところが宝徳元年（1449年）、持氏の遺児・足利成氏（永寿王）が鎌倉公方として復帰する。成氏は永享の乱で父を殺された経緯から憲実とその子を激しく恨んでおり、憲忠とは犬猿の仲にあった。このため宝徳2年（1450年）、長尾景仲は憲忠の舅で扇谷上杉家当主・上杉持朝と共謀して成氏を攻め滅ぼそうとしたが失敗し、逆に反撃を受けてしまう（江の島合戦）。憲忠は直接この事件には関与していなかったが、家臣の責任を負う形で相模国七沢に蟄居を余儀なくされた。
復興後の鎌倉公方は、政治的基盤が以前にも増して脆弱になっていた。成氏が幕府に申し入れをする場合、憲忠の副状が必須であり、憲忠の副状がない場合幕府は取り合わなかった。そうした状況もあって、成氏は強い焦燥にとらわれ、憲忠への殺意を一層募らせていった。
その後、成氏に罪を許されて復帰したが、成氏と憲忠の対立はさらに深まり、享徳3年12月27日（1455年1月15日）に鎌倉にある成氏の西御門邸に招かれた憲忠は、成氏の命を受けた結城成朝の家臣多賀谷氏家・高経兄弟によって謀殺された。享年22。直後、岩松持国率いる別働隊が管領屋敷を襲撃し、長尾実景・景住父子も殺害した。憲忠の殺害について、『康富記』は、成氏が父持氏の死因を憲実にあるとみなし、彼に対して抱いていた憎悪を憲忠へ発露させたと記述している。田辺久子は、『康富記』が言及する怨恨に加えて、成氏が自分の政治的基盤を挽回しようとして起こしたという側面もある謀殺であると解釈している。久保賢治は憲忠があっさり成氏に殺害された理由として、鎌倉公方と関東管領は主従関係にあり参上命令を拒否しづらかったこと、御所に限らず武家屋敷の来訪者は太刀などの武器を預けて入る慣習であったこと、そして恐らくは軍事力で劣勢にあった成氏が重臣などの代理参上を防ぐために成氏の病気など緊急を要する内容を含む偽情報で憲忠を御所に呼び出した上での謀殺であったと推測している。
憲忠殺害の翌年の康正2年（1456年）、成氏は憲忠殺害に対する弁明の書状を幕府に対して提出している。しかし、その内容は謝罪ではなく開き直りに近いものであった。この弁明書の他にも、成氏は何回か幕府へ弁明書を送ったが、幕府はそれを黙殺した。
憲忠の死を契機として、憲忠の遺臣と上杉持朝は連合軍を結成、足利成氏と合戦を始め、泥沼の抗争が幕を開くこととなる。